# Robert Hansen (serial killer)
Robert Christian Hansen (Estherville, 15 febbraio 1939 – Anchorage, 21 agosto 2014) è stato un serial killer statunitense, responsabile del rapimento e dell'uccisione di almeno 17 donne tra il 1971 e il 1983, nei pressi di Anchorage.

## Biografia
Nato a Estherville, in Iowa, da Christian e Edna Hansen, durante l'infanzia e l'adolescenza Robert Hansen è descritto come un ragazzo tranquillo e solitario, con un probabile problema relazionale con la figura paterna. Spesso oggetto di atti di bullismo durante la scuola, a causa dell'acne e della balbuzie, inizia ad appassionarsi alla caccia; nel 1957 presta servizio nella United States Army Reserve. In seguito, lavora come apprendista a Pocahontas, dove si sposa nel 1960.
Il 7 dicembre dello stesso anno si segnalano i suoi primi problemi con la giustizia: viene arrestato per aver dato fuoco al garage degli scuolabus della cittadina di Pocahontas e quindi condannato a tre anni di reclusione. La moglie chiede il divorzio durante la sua detenzione, che dura venti mesi, dopo i quali viene rilasciato in libertà condizionata e segnalato come individuo dalla "personalità infantile".
Negli anni seguenti viene arrestato altre volte per piccoli furti e, nel 1967, si trasferisce ad Anchorage, in Alaska, per iniziare una nuova vita con la seconda moglie, sposata nel 1963 e dalla quale ha successivamente due figli. Nella sua nuova città viene accettato e benvoluto dai concittadini, che lo considerano un provetto campione di caccia: tra il 1969 e il 1971 quattro animali uccisi da Hansen vengono inseriti nel Pope & Young's trophy hunting world.
Nel 1977 viene arrestato nuovamente per il furto di una motosega e condannato a cinque anni: la valutazione psichiatrica lo giudica affetto da disturbo bipolare. Hansen sconta un anno, venendo poi rilasciato. Durante i primi mesi del 1980, Hansen segnala un furto nella sua casa e per questo viene risarcito di 13000 $ dalla sua compagnia di assicurazione. Con il denaro del risarcimento, apre una panetteria; l'attività redditizia e la famiglia lo rendono un membro rispettato della comunità locale.

### Scoperta delle vittime
Il 12 settembre 1982 John Daily e Audi Holloway, due agenti fuori servizio della polizia locale decidono di trascorrere il pomeriggio a caccia nella grande area boschiva nella valle del Knik River, nei pressi di Anchorage, territorio per appassionati di caccia in cerca di trofei. Casualmente scoprono un corpo decomposto e subito segnalano il fatto, lasciando incontaminata la scena del crimine. Il caso viene assegnato al sergente Rollie Port, decorato del Vietnam, che ispeziona l'area meticolosamente, fino a rinvenire, dopo molte ore, il bossolo di una cartuccia calibro .223 Remington.
L'autopsia rivela che la vittima era una donna, morta da almeno sei mesi: i resti di alcune bende inducono a sospettare che fosse stata legata e immobilizzata. Nelle settimane successive, il corpo viene identificato come quello di Sherry Morrow, 24 anni, ballerina al Wild Cherry Bar di Anchorage. Secondo la ricostruzione, era stata vista l'ultima volta il 17 novembre 1981, mentre si recava all'appuntamento con un uomo che le aveva offerto trecento dollari per alcune foto.
Data la complessità dell'operato dell'assassino, la polizia ritiene che il ritrovamento di Sherry non possa considerarsi come un caso isolato. Nei successivi due anni, è riportato un incremento dei casi di persone scomparse, quasi tutte ballerine di night e prostitute. Alla luce delle molte segnalazioni (pur mancando le prove che si tratti di eventi collegati tra loro), vengono assegnati altri incarichi per approfondire le indagini: il sergente Lyle Haugsven e il detective Glenn Flothe dell'Alaska State Trooper iniziano a collaborare con il Dipartimento di Polizia di Anchorage, così le informazioni di molti casi vengono incrociate. In particolare, due casi irrisolti del 1980 portano a pensare ad un possibile collegamento: la scoperta di resti parziali di un corpo bruciato di una donna, straziato dagli animali, nei pressi di Eklutna Road (la vittima non è stata mai identificata e viene chiamata "Eklutna Annie") e quello del cadavere di Joanne Messina, ballerina in un locale notturno della zona.

### La svolta delle indagini
Le indagini subiscono una svolta improvvisa nel giugno del 1983, quando la giovane Cindy Paulson (17 anni) riesce a fuggire da Hansen (che all'epoca aveva 44 anni), che tenta di farla salire sul suo aereo, un Piper PA-18. Nella deposizione alla polizia la ragazza confessa di aver accettato un compenso di duecento dollari per una prestazione sessuale orale, di essere salita in macchina con Hansen, il quale, dopo averle puntato una pistola contro, l'ha portata nella sua abitazione a Muldoon. Qui, la ragazza viene incatenata, torturata e violentata. Dopo una notte di violenze, è costretta a seguire Hansen all'aeroporto di Merril Field, da dove poi riesce a fuggire, grazie ad un camionista che la vede sbucare urlando. Su richiesta della ragazza, l'uomo la conduce in un motel, dove la polizia la ritrova, terrorizzata e ancora ammanettata. Hansen, interrogato sull'accaduto, nega ogni accusa e, grazie a un alibi, la sua posizione viene archiviata.
Il detective Flothe, che aveva fatto parte della squadra che aveva ritrovato i corpi di "Eklutna Annie" e Joanne Messina l'anno precedente, collega le dinamiche dei due casi con quello di Sherry Morrow e contatta l'agente dell'FBI Roy Hazelwood per un profilo psicologico sull'assassino delle tre donne. Dall'analisi dei casi e dal profilo, esce un quadro complessivo che porta Flothe direttamente da Hansen, grazie alla testimonianza di Cindy Paulson, unica sopravvissuta dell'omicida.
Il 27 settembre 1983, nella perlustrazione della casa di Hansen, gli investigatori scoprono alcuni gioielli appartenenti ad alcune donne scomparse e molte armi da fuoco, oltre alla prova madre, una mappa aerea della zona con dei segni "X", dietro la testiera del letto dell'uomo. Interrogato, Hansen tenta di difendersi, fino a quando, di fronte all'evidenza delle prove, inizia a confessare gli omicidi delle donne, a cui sparava dopo averle portate nei boschi.
Le sue prime vittime risalivano al 1971 ed erano giovani donne di età compresa tra i 16 e i 19 anni. Nella mappa trovata dagli inquirenti, i segni indicavano il corpo delle donne: Hansen mostrò alla polizia 17 luoghi dove vengono ritrovati altrettanti corpi, 12 dei quali sconosciuti agli investigatori e mai più identificati. Durante la confessione, Hansen fece i nomi di molte donne scomparse, mentre di molte altre non li ricordava. Nella mappa rimasero altri segni, ma Hansen rifiutò di mostrarli (compresi tre in Resurrection Bay): le autorità sospettano che le vittime siano in numero maggiore rispetto alle 17, probabilmente 21.

### Ultimi anni
Il 18 febbraio 1984 venne riconosciuto colpevole di quattro omicidi di cui la polizia portò prove certe e venne condannato a 461 anni di carcere, che iniziò a scontare allo Spring Creek Correctional Center di Seward. Trasferito dal carcere ad un centro medico per le sue condizioni di salute in peggioramento, morì nel 2014 all'età di 75 anni.

## Cultura di massa
- Nel 2012 l'episodio dal titolo Hunting Humans della serie Ice Cold Killers[7], trasmesso da Investigation Discovery, ha trattato il caso di Hansen.
- Il film di Scott Walker del 2013 Il cacciatore di donne (The Frozen Ground) ricostruisce le vicende investigative che portarono all'arresto di Hansen;[8] l'omicida è interpretato da John Cusack. Nella pellicola, il sergente Jack Halcombe (interpretato da Nicolas Cage) è basato sulla reale figura del detective Gleen Flothe.
- Nella serie TV Dexter: New Blood del 2021 il personaggio di Kurt Caldwell è ispirato a Robert Hansen.[9]
- Nell'episodio 21 della quinta stagione di Criminal Minds intitolato Sindrome abbandonica Hansen viene citato come l’unico serial killer che abbia mai operato in Alaska.
- Nel 2023 il duo musicale Skynd ha pubblicato il singolo Robert Hansen.